# Didacus Pyrrhus
Pour les articles homonymes, voir Diogo Pires.
Diogo Pires, dit en latin Didacus Pyrrhus Lusitanus (ou parfois connu sous le nom de plume Flavius Jacobus Eborensis), en hébreu Isaac Cohen, en croate Pir Didak ou encore Jakov Flavije Eboranin, né à Évora (Portugal) le 5 avril 1517, mort à Raguse (Dalmatie) le 16 mai 1599, est un humaniste de la Renaissance, poète néolatin.

## Biographie
Il appartenait à une famille de Juifs marranes, étant le cousin germain du médecin Amatus Lusitanus (dont la mère était la sœur de son père Henrique Pires). Étudiant à l'Université de Salamanque en 1535, il s'immatricula à celle de Louvain en 1536.
Vers 1540, il partit pour l'Italie et séjourna à Ferrare. Il apparaît comme personnage dans les De poetis nostrorum temporum dialogi duo de l'humaniste ferrarais Lilio Gregorio Giraldi (écrits en 1548/49, publiés en 1551), où il est estimé comme un poète de très grand talent.
En 1549, il gagna Ancône, où vivait une communauté de Juifs Portugais, et en mai et juin 1552 il était à Rome, où il rencontra le cardinal Miguel da Silva. Après l'élection du pape Paul IV en mai 1555, les Juifs subirent de violentes persécutions dans les États de l'Église et particulièrement à Ancône où on en brûla vifs. Comme son cousin Amatus Lusitanus, Diogo Pires migra à Raguse à la fin de 1556 ou au début de 1557. Il fut l'un des poètes de la petite cour qui se réunissait autour de Flora Zuzori dans l'ancienne république de Raguse. Il y resta jusqu'à sa mort.
Il utilisa différents noms dans ses lieux d'exil successifs, exprimant ses multiples identités.
À sa mort, le poète Dinko Zlatarić lui dédia ces quelques vers :
Cur mutem dominum meo libello,
Si quis me roget, hoc subinde dicam :
Decessit prior ille, nec patronos
Asciscunt sibi mortuos poetae.

## Homonymie
Il ne faut pas le confondre avec un autre Juif marrane portugais nommé Diogo Pires ou Salomon Molkho (1500-1532), qui se proclama Messie et fut brûlé vif à Mantoue le 13 décembre 1532.

## Œuvres
- Euripidis Andromache. Didaci Pyrrhi Lusitani de remediis adversus fortunæ impetus e tragœdia petendis carmen elegiacum, Louvain, Rutgerus Rescius, 1537.
- Didaci Pyrrhi Lusitani carminum liber unus, Ferrare, Francesco Rossi, 1545.
- De illustribus familiis quæ hodie Rhacusæ exstant anno MDXXCII Kal. Jan., Venise, Alde Manuce, 1582.
- De illustrissima urbe Rhacusana, ad R. D. Thomam Nataleum Rhacusanum, artium et medicinæ doctorem, canonicum Cracoviensem, Cracovie, 1582.
- Flavii Jacobi Eborensis Cato minor, sive Disticha moralia ad ludi magistros Olyssiponenses. Accessere nova epigrammata, et alia nonnulla eodem auctore. Opus pium et erudiendis pueris adprime necessarium, Venise, sub signum Leonis, 1592.
- Flavii Jacobi Eborensis seu Didaci Pyrrhi Lusitani Elegiarum libri tres, Venise, 1596.

## Édition
- Carlos Ascenso André (éd.), Diogo Pires. Antologia poetica, Université de Coimbra, 1983.

## Voir
- Histoire des Juifs dits portugais
- Histoire des Juifs en Italie
- Histoire des Juifs à Ancône